# Serie Mundial de 2024
La Serie Mundial de la Temporada 2024 de las Grandes Ligas de Béisbol, fue la 120ª edición de este clásico, al mejor de siete juegos entre el campeón de la Liga Americana (AL), los New York Yankees, y el campeón de la Liga Nacional (NL), Los Angeles Dodgers. La serie se jugó entre el 25 y el 30 de octubre ganando los Dodgers en cinco juegos. Fue transmitida en Estados Unidos por la cadena de televisión Fox y mediante ESPN Radio en inglés, mientras que Univision/ViX transmitió el Juego 1 así como Fox Deportes y TUDN Radio emitieron toda la serie en español.
Antes del inicio del primer juego, se observó un minuto de silencio en memoria de Fernando Valenzuela, exlanzador zurdo ganador de los premios Novato del Año y Cy Young de la Liga Nacional durante la temporada 1981 y comentarista en español de los Dodgers (2003-2024), que falleció el 22 de octubre en Los Ángeles. 
Freddie Freeman (Dodgers) fue nombrado el MVP de la Serie, habiendo logrado 12 carreras impulsadas, y un jonrón en cada uno de los cuatro primeros partidos, incluyendo el primer Grand Slam de la historia en un primer juego de una Serie Mundial.
Para esta edición, Los Dodgers, que tuvieron el mejor récord de temporada regular, tuvieron la ventaja de jugar en casa albergando los juegos 1 y 2. El enfrentamiento Yankees-Dodgers se repite por duodécima vez en la historia de la Serie Mundial. Los Yankees ganaron en 1941, 1947, 1949, 1952, 1953, 1956, 1977, 1978; los Dodgers ganaron en 1955, 1963, 1981, y ahora también en 2024.
Por séptimo año consecutivo, la MLB vendió patrocinios de presentación a todas las series de postemporada. Como resultado de un nuevo acuerdo de varios años con Capital One, esta Serie Mundial se conoce oficialmente como la Serie Mundial 2024 presentada por Capital One.

## Camino a la Serie Mundial
|  | Serie de Comodínes | Serie de Comodínes | Serie de Comodínes    |                     |   | Serie Divisional    | Serie Divisional | Serie Divisional |  |   | Serie de Campeonato | Serie de Campeonato | Serie de Campeonato |   |  | Serie Mundial | Serie Mundial | Serie Mundial |  |
|  |                    |                    |                       |                     |   |                     |                  |                  |  |   |                     |                     |                     |   |  |               |               |               |  |
|  |                    |                    |                       |                     |   |                     |                  |                  |  |   |                     |                     |                     |   |  |               |               |               |  |
|  |                    |                    |                       |                     |   |                     |                  |                  |  |   |                     |                     |                     |   |  |               |               |               |  |
|  |                    |                    |                       |                     |   |                     |                  |                  |  |   |                     |                     |                     |   |  |               |               |               |  |
|  |                    |                    |                       |                     |   |                     |                  |                  |  |   |                     |                     |                     |   |  |               |               |               |  |
|  |                    | 2                  | Cleveland Guardians   | 3                   |   |                     |                  |                  |  |   |                     |                     |                     |   |  |               |               |               |  |
|  |                    |                    |                       | 3                   |   |                     |                  |                  |  |   |                     |                     |                     |   |  |               |               |               |  |
|  |                    |                    | 6                     | Detroit Tigers      | 2 |                     |                  |                  |  |   |                     |                     |                     |   |  |               |               |               |  |
|  | 3                  | Houston Astros     | 6                     | Detroit Tigers      | 2 | 0                   |                  |                  |  |   |                     |                     |                     |   |  |               |               |               |  |
|  | 3                  | Houston Astros     |                       |                     |   |                     |                  |                  |  |   |                     |                     |                     |   |  |               |               |               |  |
|  | 6                  | Detroit Tigers     | 2                     |                     |   |                     |                  |                  |  |   |                     |                     |                     |   |  |               |               |               |  |
|  | 6                  | Detroit Tigers     | 2                     |                     |   |                     |                  |                  |  | 2 | Cleveland Guardians | 1                   |                     |   |  |               |               |               |  |
|  | Liga Americana     |                    |                       |                     |   |                     |                  |                  |  | 2 | Cleveland Guardians | 1                   |                     |   |  |               |               |               |  |
|  |                    |                    | 1                     | New York Yankees    | 4 |                     |                  |                  |  |   |                     |                     |                     |   |  |               |               |               |  |
|  | 4                  | Baltimore Orioles  | 1                     | New York Yankees    | 4 | 0                   |                  |                  |  |   |                     |                     |                     |   |  |               |               |               |  |
|  | 4                  | Baltimore Orioles  |                       |                     |   |                     |                  |                  |  |   |                     |                     |                     |   |  |               |               |               |  |
|  | 5                  | Kansas City Royals | 2                     |                     |   |                     |                  |                  |  |   |                     |                     |                     |   |  |               |               |               |  |
|  | 5                  | Kansas City Royals | 2                     |                     | 1 | New York Yankees    | 3                |                  |  |   |                     |                     |                     |   |  |               |               |               |  |
|  |                    |                    |                       |                     | 1 | New York Yankees    | 3                |                  |  |   |                     |                     |                     |   |  |               |               |               |  |
|  |                    |                    | 5                     | Kansas City Royals  | 1 |                     |                  |                  |  |   |                     |                     |                     |   |  |               |               |               |  |
|  |                    |                    | 5                     | Kansas City Royals  | 1 |                     |                  |                  |  |   |                     |                     |                     |   |  |               |               |               |  |
|  |                    |                    |                       |                     |   |                     |                  |                  |  |   |                     |                     |                     |   |  |               |               |               |  |
|  |                    |                    |                       |                     |   |                     |                  |                  |  |   |                     |                     |                     |   |  |               |               |               |  |
|  |                    |                    |                       |                     |   |                     |                  |                  |  |   |                     | 1                   | New York Yankees    | 1 |  |               |               |               |  |
|  |                    |                    |                       |                     |   |                     |                  |                  |  |   |                     |                     |                     | 1 |  |               |               |               |  |
|  |                    |                    | 1                     | Los Angeles Dodgers | 4 |                     |                  |                  |  |   |                     |                     |                     |   |  |               |               |               |  |
|  |                    |                    | 1                     | Los Angeles Dodgers | 4 |                     |                  |                  |  |   |                     |                     |                     |   |  |               |               |               |  |
|  |                    |                    |                       |                     |   |                     |                  |                  |  |   |                     |                     |                     |   |  |               |               |               |  |
|  |                    |                    |                       |                     |   |                     |                  |                  |  |   |                     |                     |                     |   |  |               |               |               |  |
|  |                    | 2                  | Philadelphia Phillies | 1                   |   |                     |                  |                  |  |   |                     |                     |                     |   |  |               |               |               |  |
|  |                    |                    |                       | 1                   |   |                     |                  |                  |  |   |                     |                     |                     |   |  |               |               |               |  |
|  |                    |                    | 6                     | New York Mets       | 3 |                     |                  |                  |  |   |                     |                     |                     |   |  |               |               |               |  |
|  | 3                  | Milwaukee Brewers  | 6                     | New York Mets       | 3 | 1                   |                  |                  |  |   |                     |                     |                     |   |  |               |               |               |  |
|  | 3                  | Milwaukee Brewers  |                       |                     |   |                     |                  |                  |  |   |                     |                     |                     |   |  |               |               |               |  |
|  | 6                  | New York Mets      | 2                     |                     |   |                     |                  |                  |  |   |                     |                     |                     |   |  |               |               |               |  |
|  | 6                  | New York Mets      | 2                     |                     |   |                     |                  |                  |  | 6 | New York Mets       | 2                   |                     |   |  |               |               |               |  |
|  | Liga Nacional      |                    |                       |                     |   |                     |                  |                  |  | 6 | New York Mets       | 2                   |                     |   |  |               |               |               |  |
|  |                    |                    | 1                     | Los Angeles Dodgers | 4 |                     |                  |                  |  |   |                     |                     |                     |   |  |               |               |               |  |
|  | 4                  | San Diego Padres   | 1                     | Los Angeles Dodgers | 4 | 2                   |                  |                  |  |   |                     |                     |                     |   |  |               |               |               |  |
|  | 4                  | San Diego Padres   |                       |                     |   |                     |                  |                  |  |   |                     |                     |                     |   |  |               |               |               |  |
|  | 5                  | Atlanta Braves     | 0                     |                     |   |                     |                  |                  |  |   |                     |                     |                     |   |  |               |               |               |  |
|  | 5                  | Atlanta Braves     | 0                     |                     | 1 | Los Angeles Dodgers | 3                |                  |  |   |                     |                     |                     |   |  |               |               |               |  |
|  |                    |                    |                       |                     | 1 | Los Angeles Dodgers | 3                |                  |  |   |                     |                     |                     |   |  |               |               |               |  |
|  |                    |                    | 4                     | San Diego Padres    | 2 |                     |                  |                  |  |   |                     |                     |                     |   |  |               |               |               |  |
|  |                    |                    | 4                     | San Diego Padres    | 2 |                     |                  |                  |  |   |                     |                     |                     |   |  |               |               |               |  |
|  |                    |                    |                       |                     |   |                     |                  |                  |  |   |                     |                     |                     |   |  |               |               |               |  |
|  |                    |                    |                       |                     |   |                     |                  |                  |  |   |                     |                     |                     |   |  |               |               |               |  |
|  |                    |                    |                       |                     |   |                     |                  |                  |  |   |                     |                     |                     |   |  |               |               |               |  |
|  |                    |                    |                       |                     |   |                     |                  |                  |  |   |                     |                     |                     |   |  |               |               |               |  |

|                                                             |
| Campeón de las Grandes Ligas Los Angeles Dodgers 8.º título |

## Desarrollo
- Todos los horarios de los juegos corresponden al tiempo del este de los Estados Unidos (UTC-5)

### Juego 1
| Equipo              | 1 | 2 | 3 | 4 | 5 | 6 | 7 | 8 | 9 | 10 | C | H  | E |
| ------------------- | - | - | - | - | - | - | - | - | - | -- | - | -- | - |
| New York Yankees    | 0 | 0 | 0 | 0 | 0 | 2 | 0 | 0 | 0 | 1  | 3 | 10 | 1 |
| Los Angeles Dodgers | 0 | 0 | 0 | 0 | 1 | 0 | 0 | 1 | 0 | 4  | 6 | 7  | 1 |

LG: Blake Treinen (1-0)  LP: Jake Cousins (0-1)  
HRs:  NYY – Giancarlo Stanton  LAD – Freddie Freeman (a Néstor Cortés, 10MA entrada, Grand Slam, 2 outs)
- Box score
- Asistencia:  52.394 espectadores.
- Tiempo: 3 h 27 m.

### Juego 2
| Equipo              | 1 | 2 | 3 | 4 | 5 | 6 | 7 | 8 | 9 | C | H | E |
| ------------------- | - | - | - | - | - | - | - | - | - | - | - | - |
| New York Yankees    | 0 | 0 | 1 | 0 | 0 | 0 | 0 | 0 | 1 | 2 | 4 | 0 |
| Los Angeles Dodgers | 0 | 1 | 3 | 0 | 0 | 0 | 0 | 0 | X | 4 | 8 | 0 |

LG: Yoshinobu Yamamoto (1-0)  LP: Salvador Rodón (0-1)  SV: A. Vesia (1)  
HRs:  NYY – Juan Soto (1, 3ra entrada ante Yamamoto, 0 en base, 2 out)  LAD – Teoscar Hernández (1, 3ra entrada ante Rodón, 2 en base, 1 out), Freddie Freeman (1, 3ra entrada ante Rodón, 0 en base, 1 out)
- Box score
- Asistencia:  52.725 espectadores.
- Tiempo: 2 h 53 m.

### Juego 3
| Equipo              | 1 | 2 | 3 | 4 | 5 | 6 | 7 | 8 | 9 | C | H | E |
| ------------------- | - | - | - | - | - | - | - | - | - | - | - | - |
| Los Angeles Dodgers | 2 | 0 | 1 | 0 | 0 | 1 | 0 | 0 | 0 | 4 | 5 | 0 |
| New York Yankees    | 0 | 0 | 0 | 0 | 0 | 0 | 0 | 0 | 2 | 2 | 5 | 1 |

LG: Walker Buehler  (1-0)  LP: Clarke Schmidt (0-1)  
HRs:  LAD – Freddie Freeman (1, 1ra entrada ante Schmidt, 1 en base, 1 out)  NYY – Álex Verdugo (1, 9na entrada ante Kopech, 1 en base, 2 out)
- Box score
- Asistencia:  49.368 espectadores.
- Tiempo: 3 h 25 m.

### Juego 4
| Equipo              | 1 | 2 | 3 | 4 | 5 | 6 | 7 | 8 | 9 | C  | H | E |
| ------------------- | - | - | - | - | - | - | - | - | - | -- | - | - |
| Los Angeles Dodgers | 2 | 0 | 0 | 0 | 2 | 0 | 0 | 0 | 0 | 4  | 6 | 1 |
| New York Yankees    | 0 | 1 | 4 | 0 | 0 | 1 | 0 | 5 | 0 | 11 | 9 | 0 |

LG: C. Holmes  (1-0)  LP: Dan Hudson (0-1)  
HRs:  LAD – Freddie Freeman (1, 1ra entrada ante Gil, 1 en base, 1 out), Will Smith (1, 5ta entrada ante Gil, 0 outs)  NYY – Anthony Volpe (1, 3ra entrada ante Hudson, Grand Slam, 2 outs), Austin Wells (1, 6ta entrada ante Knack, 1 out), Gleyber Torres (1, 9na entrada ante Honeywell, 2 en base, 1 out)
- Box score
- Asistencia:  49.354 espectadores.
- Tiempo: 3 h 16 m.

### Juego 5
| Equipo              | 1 | 2 | 3 | 4 | 5 | 6 | 7 | 8 | 9 | C | H | E |
| ------------------- | - | - | - | - | - | - | - | - | - | - | - | - |
| Los Angeles Dodgers | 0 | 0 | 0 | 0 | 5 | 0 | 0 | 2 | 0 | 7 | 7 | 0 |
| New York Yankees    | 3 | 1 | 1 | 0 | 0 | 1 | 0 | 0 | 0 | 6 | 8 | 3 |

LG: Blake Treinen (2-0)  LP: Tommy Kahnle (0-1)  SV: Walker Buehler (1)  
HRs:  NYY – Aaron Judge (1, 1ra entrada ante Flaherty, 1 en base, 1 out), Jazz Chisholm Jr. (1, 1ra entrada ante Flaherty, 1 out), Giancarlo Stanton (2, 3ra entrada ante Brasier, 0 en base, 0 out)
- Box score
- Asistencia:  49.263 espectadores.
- Tiempo: 3 h 42 m.